# Sven van der Plas
Sven van der Plas, né le 1er février 2006 à Katwijk aux Pays-Bas, est un footballeur néerlandais qui évolue au poste de défenseur central au Jong PSV.

## Biographie

### Carrière en club
Né à Katwijk en Hollande-Septentrionale, Van der Plas y commence à jouer au football dans les équipes de jeunes du KVV Quick Boys. En 2020, il rejoint le centre de formation du PSV, et, le 9 juin 2021, il signe son premier contrat avec le club d'Eindhoven. En mai 2024, il prolonge son contrat jusqu’en juin 2026.
Le 16 août 2024, lors d'un match à l’extérieur contre le Jong FC Utrecht, Van der Plas fait ses débuts avec le Jong PSV. Il entre en jeu à la 70e minute, remplaçant Michael Bresser pour une victoire finale deux à zéro de son équipe.

### En sélections nationales
Il est appelé en juin 2025 avec l'équipe des Pays-Bas des moins de 19 ans pour participer au Championnat d'Europe des moins de 19 ans 2025, en Roumanie.

## Palmarès

### En sélection
À venir